# 小行星3690
小行星3690（英語：3690 Larson）是一颗围绕太阳公转的小行星。1981年8月3日，愛德華·鮑威爾在可可尼诺县发现了此天体。
这颗小行星的绝对星等为35.36908271929651等。